# John McLane
John McLane, född 27 februari 1852 i Lennoxtown i Skottland, död 13 april 1911 i Pinehurst i North Carolina, var en amerikansk politiker (republikan). Han var New Hampshires guvernör 1905–1907.
McLane efterträdde 1905 Nahum J. Bachelder som guvernör och efterträddes 1907 av Charles M. Floyd.